# Окуневский сельсовет (Курганская область)
Окуневское сельское поселение  — упразднённое муниципальное образование в составе Каргапольского района Курганской области России. 
Центр — село Окуневское.
Законом Курганской области от 3 апреля 2019 года N 26, включено в состав Долговского сельсовета.

## История
В соответствии с Законом Курганской области от 6 июля 2004 года № 419 сельсовет наделён статусом сельского поселения.

## Население
| 1989 | 2002 | 2010 | 2012 | 2013 | 2014 | 2015 |
| ---- | ---- | ---- | ---- | ---- | ---- | ---- |
| 979  | ↘878 | ↘769 | ↘747 | ↗758 | ↘722 | ↗732 |
| 2016 | 2017 | 2018 | 2019 |      |      |      |
| ↘713 | ↘710 | ↘692 | ↘682 |      |      |      |

## Состав сельского поселения
| № | Населённый пункт | Тип населённого пункта       | Население |
| - | ---------------- | ---------------------------- | --------- |
| 1 | Заозерная        | деревня                      | ↘157      |
| 2 | Игнатьева        | деревня                      | ↘68       |
| 3 | Окуневское       | село, административный центр | ↘314      |
| 4 | Скоробогатова    | деревня                      | ↘72       |
| 5 | Суханова         | деревня                      | ↘158      |